# Ernst Neufert

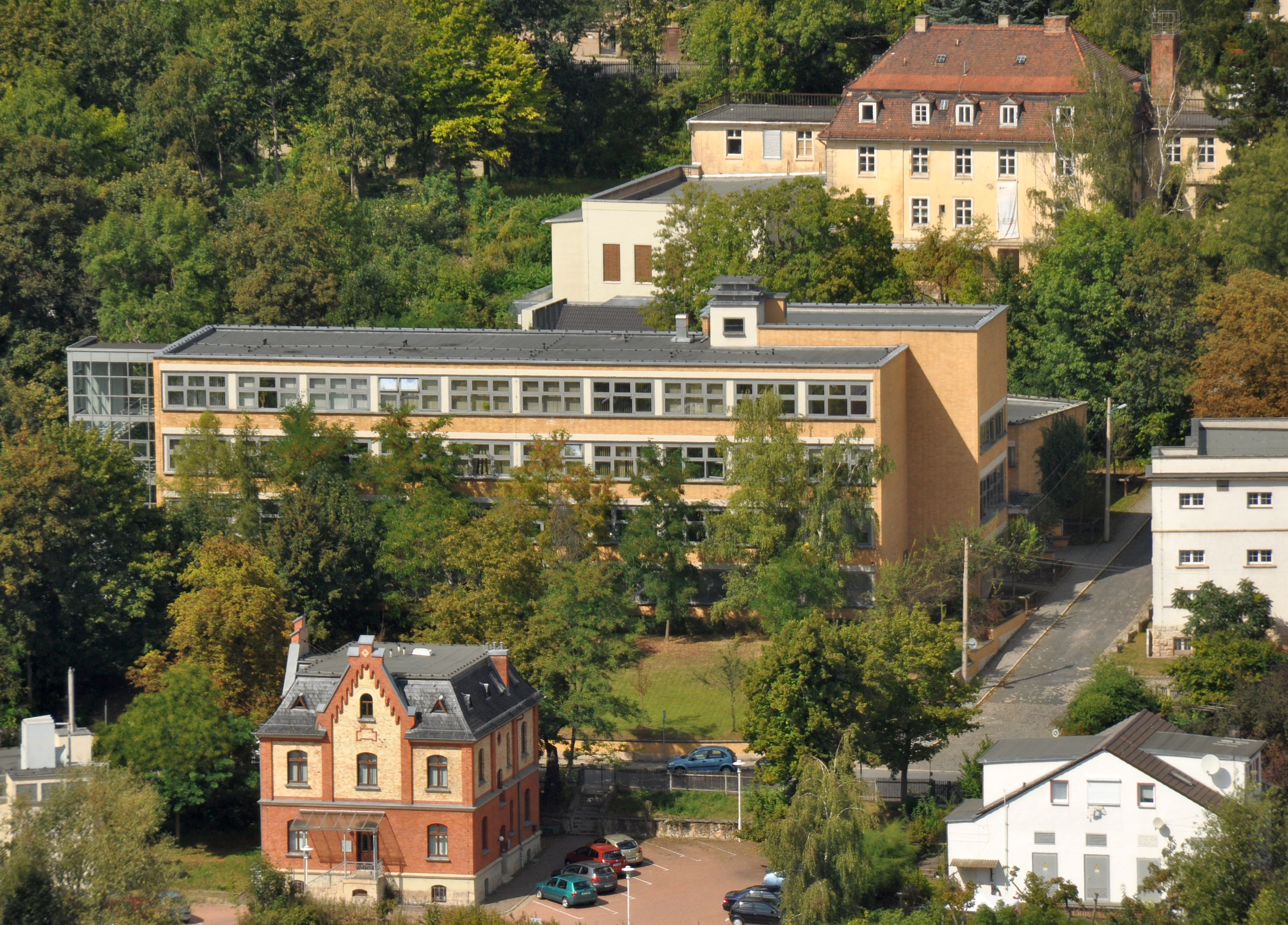
E. Neufert: Abbeanum - Jena

Ernst Neufert (15. března 1900 – 23. února 1986) byl německý architekt významně působící především v předválečném Německu. Byl členem avantgardní výtvarné školy Bauhaus a je znám především jako autor světoznámé publikace Navrhování staveb (Bauentwurfslehre. Handbuch für den Baufachmann, Bauherren, Lehrenden und Lernenden).

## Život

### Mládí a studia
Narodil se 15. března roku 1900 ve Freyburgu. Jako sedmnáctiletý zedník, tehdy již s pětiletou praxí, se přihlásil na výmarskou stavební školu (Baugewerbeschule). Jeho tehdejší učitel ho doporučil v roce 1919 Walteru Gropiovi jako jednoho z prvních studentů Bauhausu. Studia ukončil v roce 1920 a spolu s expresionistickým architektem Paulem Linderem (1897-1968) se vydal na roční studijní cestu po Španělsku, kde se zabýval kreslením středověkých chrámů. V Barceloně se seznámil s Antoniem Gaudím, jehož architektura na mladého studenta hluboce zapůsobila. Neufert později v Německu horlivě obhajoval Gaudího dílo. Po návratu ze Španělska v roce 1921 opět působil v Bauhausu, aby se stal vedoucím architektem v Gropiově ateliéru, uznávaném výtvarném studiu tehdejší Výmarské republiky.

### Předválečné působení v Bauhausu
V roce 1923 se seznámil s malířkou Alicí Spies-Neufertovou, někdejší studentkou významných členů Bauhasu Georga Mucheho a Paula Kleea, a v roce 1924 se s ní oženil. Společně měli čtyři děti (Peter, Christa, Ingrid a Ilas).
O dva roky později v roce 1925 úzce spolupracoval s Gropiem na realizaci nových budov Bauhausu v Desavě a na stavbě soukromých sídel zmíněných mistrů Bauhasu Mucheho, Kleea a Vasilije Kandinského. V roce 1926 se vrátil do Weimaru, kde učil na Vysoké škole stavební (Bauhochschul)), známé také jako "druhý Bauhaus", pod profesorem Otto Bartingem. Mezi léty 1928 a 1930 zrealizoval množství staveb mezi něž patří např. Mensa na Cestě filozofů (Philosophenweg) a akademické pracoviště při vysoké škole v Jeně známé jako Abbeanum.

### Nástup nacismu
Je rovněž autorem návrhu svého soukromého rodinného sídla v Gelmerondě poblíž Výmaru, jež zrealizoval v roce 1929 a které je dnes sídlem Neufertovy nadace (v současné době je rovněž museem výtvarného umění). Po uzavření Vysoké školy stavební (Bauhochschule) nacisty v roce 1933, se přestěhoval do Berlína, kde rok pracoval v soukromé výtvarné škole Johanna Ittena, který byl v roce 1934 rovněž nucen školu uzavřít.
Velmi brzo, již v době svých studií, pocítil nutnost racionalizace stavebně-technického procesu navrhování budov a potřebu normovaných pravidel.
V roce 1934 se stal stálým architektem Lužických skláren (Vereinigte Lausitzer Glaswerke). Je autorem návrhu soukromého sídla jejich ředitele Dr. Kindta (s barevnými vitrážemi Charlese Crodela) a množstvím domů, kanceláří a továrních budov v Bílé vodě (Weißwasser), Černicích (Tschernitz) a Kamenci (Kamenz). Ve stejné době začal pracovat své knize v českém překladu známé jako Navrhování staveb (Bauentwurfslehre. Handbuch für den Baufachmann, Bauherren, Lehrenden und Lernenden), kterou publikoval o dva roky později v dubnu roku 1936. Kniha se stala v průběhu následujících let stěžejním dílem celosvětové architektonické tvorby a obecně uznávanou normou v procesu navrhování budov. Je odkazována ve velkém množství stavebně-výtvarné literatury a v dnešní době je s drobnými úpravami přeložena do osmnácti jazyků včetně češtiny.
V roce 1936 odcestoval do New Yorku na pozvání Franka Lloyda Wrighta, kde zaznamenal velký úspěch s prvním vydáním své knihy. Po návratu do Berlína začal připravovat druhé vydání. Státní podpora jeho studia ho přiměla zůstat v Německu. V roce 1939 ho Albert Speer přiměl ke spolupráci na standardizaci německé průmyslové architektury a jmenoval ho vedoucím skupiny, která se danou problematikou zabývala.

### Poválečná výtvarně-technická činnost
Po 2. světové válce byl jmenován profesorem hesenského vysokého učení technického v Darmstadtu. V roce 1953 si otevřel vlastní kancelář Neufert und Neufert spolu se svým synem Petrem a realizoval množství průmyslových projektů.
Zemřel v roce 1986 v Bugneaux-sur-Rolle ve Švýcarsku.

### Dílo
- Mensa am Philosophenweg v Jeně (1928-1930)
- Abbeanum v Jeně (1929-1930)
- Osobní sídlo a ateliér ve Výmaru-Gelmerondě (1929)